# Белый пегий канюк
Белый пегий канюк (лат. Pseudastur albicollis) — вид хищных птиц из семейства ястребиных (Accipitridae). Выделяют четыре подвида. Распространены на юге Северной Америки, в Центральной и Южной Америке. Длина тела взрослых особей белого пегого канюка колеблется в пределах 47—51 см. Крылья очень широкие. Половой диморфизм в окраске оперения не выражен, но самки крупнее и тяжелее самцов. Белый пегий канюк отличается от симпатрических видов ястребиных белого цвета своим крупным размером, преимущественно белым оперением и серыми крыльями. Существуют значительные географические различия в окраске оперения; общая тенденция заключается в увеличении потемнения оперения с севера на юг. Подвид P. a. ghiesbreghtii из южной Мексики и северной части Центральной Америки почти полностью белый, в то время как у амазонского подвида, P. a. albicollis, мантия, верхние части крыльев и хвост в основном чёрного цвета. Белые канюки — лесные птицы, но их регулярно наблюдают сидящими на деревьях на опушке леса или парящими в небе с громкими криками. Состав рациона довольно разнообразен, но его основу составляют рептилии. Гнездо из палок размещается высоко от земли на высоком дереве. В кладке одно яйцо.

## Таксономия
Белый пегий канюк был впервые описан в 1790 году британским натуралистом и орнитологом Джоном Лейтемом (англ. John Latham; 1740—1837). Д. Лейтем присвоил новому виду научное название Falco albicollis, тем самым поместив его, как это обычно бывает со многими хищными птицами, описанными в этот период, в род соколов (Falco). Долгое время белый пегий канюк, как и ряд других видов, похожих по окраске, считался представителем рода Leucopternis. Однако в начале XXI века исследования митохондриальной ДНК показали, что род является полифилетическим.  Было рекомендовано три вида, включая и белого пегого канюка, переместить из рода Leucopternis в восстановленный  для них род Pseudastur.

## Описание

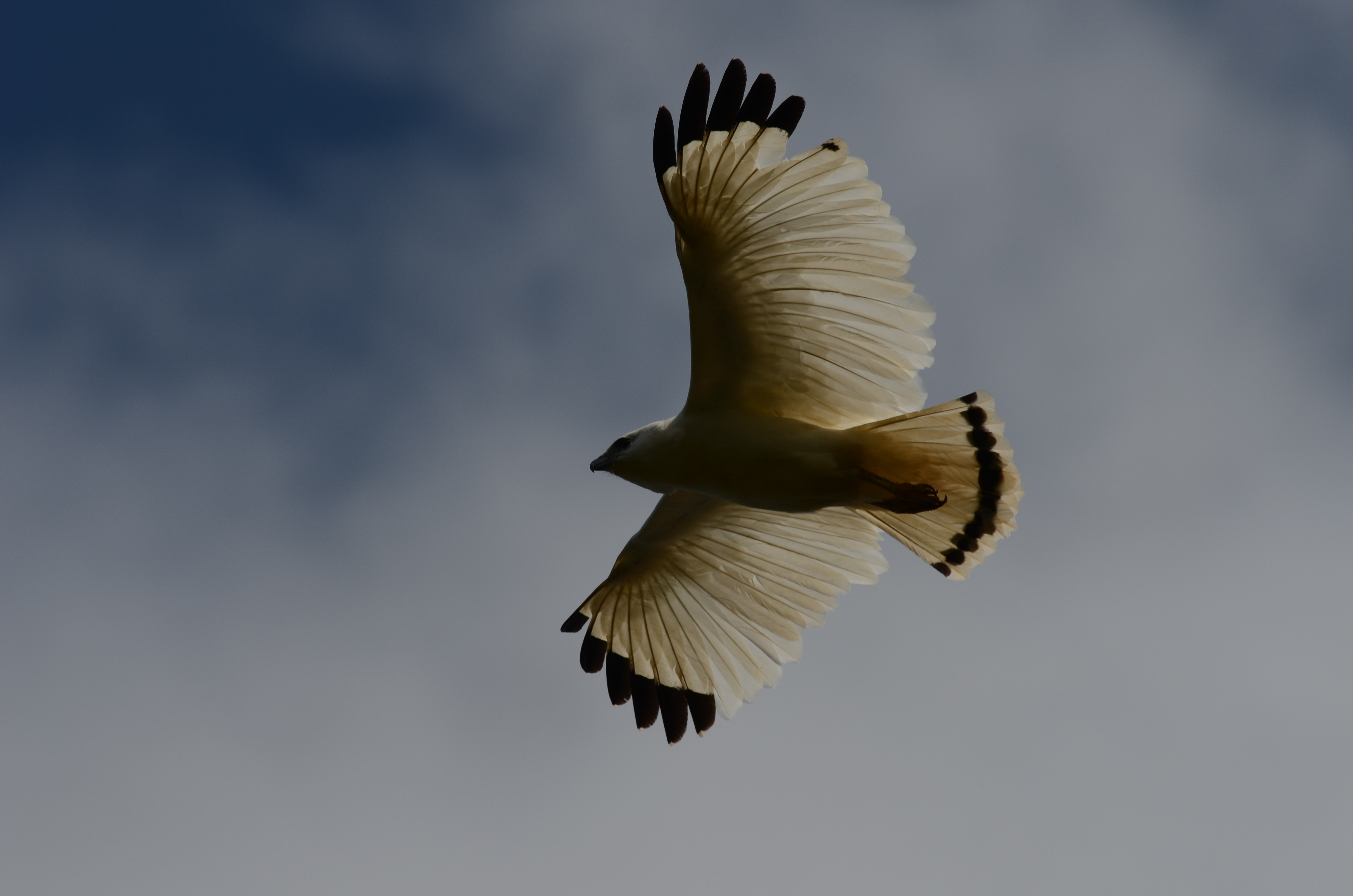
В полёте

Длина тела взрослых особей белого пегого канюка колеблется в пределах 47—51 см. Длина хвоста составляет 18—23,5 см. Крылья очень широкие. Половой диморфизм в окраске оперения не выражен, но самки крупнее и тяжелее самцов. Масса самцов варьируется от 605 до 653 г, а самок — от 780 до 908 г. Существует четыре подвида; как правило, количество чёрного цвета в оперении увеличивается с севера на юг. Самый северный подвид, P. a. ghiesbreghtii, почти полностью белый, в то время как самый южный подвид, P. a. albicollis, имеет обширные области чёрного оперения на спине и плечах. Однако у всех подвидов нижняя часть тела белая, а голова белая или в основном белая. Хвост относительно короткий. Окраска хвоста также варьируется географически: от преимущественно белой с чёрной полосой на нижней части в северных популяциях до преимущественно чёрной с белым основанием и белым кончиком в южных популяциях. Основание крючковатого клюва светло-серое, кончик от тёмно-серого до чёрного цвета. Радужная оболочка коричневая у P. a. albicollis, светло-желтовато-зелёная у P. a. costaricensis и жёлтая у P. a. ghiesbreghti. Окологлазное кольцо зеленовато-серое. Восковица серая или зеленовато-серая, иногда с голубоватым оттенком. Цевка и пальцы ног от тусклого светло-жёлтого до бананово-жёлтого цвета. Окраска оперения молоди в значительной степени напоминает окраску оперения взрослых особей, однако у взрослых птиц белые части оперения имеют более или менее видимый кремово-белый оттенок. У молоди на затылке, капюшоне и затылке имеется тонкая чёрная полоса, которая более выражена, чем у взрослых особей. Окраска неопушённых частей тела не отличается от окраски взрослых особей.
Вокализация белого пегого канюка довольно разнообразна. В полёте часто издаёт хриплый, протяжный, свистящий крик «whii-ii-eeihhr» или «hweeiiihrr»; а также хриплый крик «sheeeeww» или «ssshhhww», похожий на протяжный зов обыкновенной сипухи. Как в полёте, так и на присаде издаёт шипящие и слегка свистящие или жужжащие звуки, а также громкие, хриплые крики «shreeeeeerr»; или довольно высокий, короткий крик «screeea»; или серию нарастающих по силе свистов «rhee rhee rhee».

## Распространение и отличительные признаки подвидов
| Подвид                                                        | Распространение                                                                                        | Характерные отличительные признаки |
| ------------------------------------------------------------- | --- | --- |
| Pseudastur albicollis ghiesbregthi (Du Bus, 1845)             | Мексика, Белиз, Гватемала                                                                              | Самый белый подвид. Кроющие перья крыльев полностью белые; тёмная область на внутренних частях первостепенных маховых перьях уменьшена до неправильных полос и пятен на внешних перепонках, иногда чисто белая; первостепенные маховые белые в основании на обеих опахалах; чёрная полоса на хвосте (ширина 25—30 мм), представлена серией крупных пятен, по одному на каждом опахале, обычно соединённых на стержне |
| Pseudastur albicollis costaricensis (Sclater, 1919)           | От Гондураса до Панамы и северо-запада Колумбии                                                        | Кроющие перья крыла частично чёрные, с белыми кончиками; тёмные участки на внутренних частях первостепенных и второстепенных маховых перьях коричневатые, с неясными черноватыми полосами; чёрная полоса на хвосте намного шире (40—50 мм) и более однородна по ширине |
| Pseudastur albicollis williaminae (Meyer de Schauensee, 1950) | Север Колумбии и северо-запад Венесуэлы                                                                | Отличается от P. a. costaricensis и P. a. gheisbreghtii тем, что вся верхняя часть головы и затылок покрыты каплевидными чёрными пятнами, образующими чёрный воротник на задней части шеи. От P. a. costaricensis отличается ещё и тем, что перья межлопаточной области чёрные (вместо полностью белых), с широкими белыми краями; внутренние части первостепенных и второстепенных маховых перьев с узкими (ширина 15 мм вместо 40 мм) белыми кончиками; третьестепенные маховые перья равномерно окрашены в чередующийся чёрный и белый цвет, с широкой чёрной субтерминальной полосой, окаймленной белой каймой; кроющие перья крыла чёрно-белые, а не чисто белые; чёрная полоса на хвосте шире, а белый кончик уже. От P. a. albicollis отличается гораздо большим количеством белого цвета на крыльях и мантии и значительно более узкой чёрной полосой на хвосте |
| Pseudastur albicollis albicollis (Latham, 1790)               | Номинативный подвид. От востока Колумбии и севера Венесуэлы до Гайаны и Боливии и центральной Бразилии | Голова белая, затылок с чёрными прожилками. Верхняя часть спины чёрная, с белыми пятнами; нижняя часть спины и надхвостье белые. Верхняя поверхность крыльев чёрная, с рассеянными белыми пятнами на кроющих перьях и узкими белыми кончиками на лопатках, третьестепенных, второстепенных и внутренних частях первостепенных маховых перьев; нижняя поверхность маховых перьев от белого до бледно-серого цвета, внутренние опахала с узкими тёмными полосами. Хвост преимущественно чёрный, с белым основанием и более узким белым кончиком |

## Питание
Белый пегий канюк питается самыми разнообразными позвоночными и беспозвоночными животными. Основу рациона составляют пресмыкающиеся, главным образом змеи (в том числе коралловые аспиды (Micrurus), королевские змеи (Lampropeltis), мексиканские крючконосые змеи (Ficimia), а также ящерицы (например, василиски (Basiliscus). Другими зарегистрированными объектами охоты являются птицы (большой тинаму (Tinamus major), совиные, лазурнокоронный момот (Momotus coeruliceps), туканы (Ramphastos), ошейниковый короткокрылый манакин (Manacus candei), красношапочная пипра (Pipra mentalis), крапивник (Troglodytes troglodytes) и другие), лягушки, крупные насекомые и другие членистоногие (жесткокрылые Passalidae; прямокрылые Locustidae; губоногие Chilopoda; личинки чешуекрылых).
Наиболее подробное исследование, проведённое в начале 1990-х годов в национальном парке «Тикаль» на севере Гватемалы показало, что в состав рациона белого пегого канюка входят 210 видов. Рептилии составляли примерно две трети рациона. При этом одинаково поражались как древесные, так и наземные виды. Птицы составляли 5,7% рациона, а на долю мелких млекопитающих, таких как белка Деппе (Sciurus deppei) и фруктоядные листоносы (Artibeus), приходилось около 20% рациона. Иногда более крупные животные также становятся объектами охоты, например, задокументировано нападение на мексиканского тамандуа в Мексике.
Белые пегие канюки охотятся с присады, обычно на опушках. Птицы почти неподвижно сидят на высокой ветке, и, несмотря на их яркую окраску, их довольно трудно различить. Если по прошествии длительного периода времени подходящая цель не обнаруживается, канюки на бреющем полете перемещаются в другое место. После обнаружения жертвы канюк бросается на неё, нанося удары когтями. Затем переносит добычу в безопасное место. Мелкая добыча, по-видимому, пожирается целиком. Кроме того, имеются сообщения о белых пегих канюках, следующих на некотором расстоянии за группами млекопитающих, таких как коати (Nasua narica), капуцин-фавн (Sapajus apella) и рыжеспинный саймири (Saimiri oerstedii), чтобы охотиться на змей и членистоногих, которых они вспугивают. Животные, за которыми они следуют, по-видимому, не подвергаются нападению, а используются только в качестве индикаторов пищи.

## Размножение
В Эль-Петене, Гватемала, сезон размножения начинается в феврале с ухаживания и строительства гнезда; первые яйца откладывались в середине—конце марта (середина сухого сезона). В Панаме и на Тринидаде гнездование начинается в марте. В качестве мест гнездования выбираются высокие деревья. Гнёзда располагаются в среднем на высоте 22,2 м над землёй. Внешние размеры гнёзд в среднем составляют 41,4 х 62,0 см в поперечнике и 29,6 см в высоту. В кладке одно яйцо белого или бледно-голубого цвета с многочисленными пятнами красноватого или светло-коричневого цвета, размером примерно 55 x 44 мм и массой от 54 до 62 г. Насиживает кладку исключительно самка, самец в это время обеспечивает её пищей. После успешной охоты он приближается к гнезду примерно на 30—40 м и оттуда подзывает самку к себе, чтобы передать ей добычу. Некоторые самки перед оставлением гнезда покрывают кладку листьями, чтобы защитить её от перепадов температуры или сделать менее заметной для хищников. Инкубация продолжается 34—38 дней. Сразу после выклева всё тело птенцов покрыто мягким белым пухом, только в области плеч имеются области коричневатого или красновато цвета. Глаза птенцов открыты сразу после рождения. Первые настоящие перья начинают появляться только через две—три недели. Птенцы полностью оперяются через 60—70 дней. Самка начинает покидать гнездо для охоты лишь во второй половине птенцового периода. После оперения птенцы покидают гнездо, но остаются со взрослыми птицами в течение длительного периода времени. Полную самостоятельность они приобретают только через 17—19 месяцев. 

## Охранный статус
Белый пегий канюк является одной из наиболее распространённых лесных хищных птиц в регионах, где сохранись ненарушеные первичные леса. Из-за довольно скрытного образа жизни данного вида и трудной доступности мест обитания для наблюдателей, предыдущие оценки численности были существенно занижены. МСОП оценивает численность белого пегого канюка в 2020 году на уровне 50000—499999 взрослых особей и относит к категории Виды, вызывающие наименьшие опасения.